# Rajd Mogürt-Salgó 1987
Rajd Mogürt-Salgó 1987 (14. Mogürt-Salgó Nemzetközi Rallye) – 14. edycja rajdu samochodowego Rajd Mogürt-Salgó rozgrywanego na Węgrezch. Rozgrywany był od 24 do 26 kwietnia 1987 roku. Rajd był drugą rundą Rajdowego Pucharu Pokoju i Przyjaźni w roku 1987 i także pierwszą rundą Rajdowych Mistrzostw Węgier w roku 1987.

## Klasyfikacja rajdu
| Miejsce                                  | Kierowca               | Pilot                      | Samochód               | Czas                   | Strata                 |                        |
| Klasyfikacja generalna                   | Klasyfikacja generalna | Klasyfikacja generalna     | Klasyfikacja generalna | Klasyfikacja generalna | Klasyfikacja generalna | Klasyfikacja generalna |
| ---------------------------------------- | ---------------------- | -------------------------- | ---------------------- | ---------------------- | ---------------------- | ---------------------- |
| 1.                                       | Pavel Sibera           | Petr Gross                 | Škoda 130 LR           | 2:22:25                | -                      |                        |
| 2.                                       | László Ranga sen.      | Mihály Dudás               | Lada VAZ 2105 VFTS     | 2:22:48                | +23                    |                        |
| 3.                                       | Joel Tammeka           | Ants Kulgevee              | Lada VAZ 2105 VFTS     | 2:26:00                | +3:35                  |                        |
| 4.                                       | Vyacheslav Danilov     | Andrius Vadauskas          | Lada VAZ 2105 VFTS     | 2:26:43                | +4:18                  |                        |
| 5.                                       | Nikolay Bolshikh       | Igor Bolshikh              | Lada VAZ 2105 VFTS     | 2:27:16                | +4:51                  |                        |
| 6.                                       | Georgi Petrov          | Atanas Yordanov            | Lada VAZ 2105 VFTS     | 2:29:20                | +6:55                  |                        |
| 7.                                       | Frigyes Fogta          | Tibor Homan                | Renault 5 Turbo        | 2:30:11                | +7:46                  |                        |
| 8.                                       | Jan Trajbold st.       | Vladimír Zelinka           | Škoda 130 LR           | 2:31:09                | +8:44                  |                        |
| 9.                                       | Lubomír Dudek          | Václav Hadrávek            | Škoda 130 LR           | 2:31:28                | +9:03                  |                        |
| 10.                                      | Barna Veszprémi        | Éva Veszpréminé Debreczeni | Lada VAZ 2105 VFTS     | 2:31:33                | +9:08                  |                        |
| Klasyfikacja RPPiP                       |                        |                            |                        |                        |                        |                        |
| 1.                                       | Pavel Sibera           | Petr Gross                 | Škoda 130 LR           | 2:22:25                | -                      |                        |
| 2.                                       | László Ranga sen.      | Mihály Dudás               | Lada VAZ 2105 VFTS     | 2:22:48                | +23                    |                        |
| 3.                                       | Joel Tammeka           | Ants Kulgevee              | Lada VAZ 2105 VFTS     | 2:26:00                | +3:35                  |                        |
| 4.                                       | Vyacheslav Danilov     | Andrius Vadauskas          | Lada VAZ 2105 VFTS     | 2:26:43                | +4:18                  |                        |
| 5.                                       | Nikolay Bolshikh       | Igor Bolshikh              | Lada VAZ 2105 VFTS     | 2:27:16                | +4:51                  |                        |
| 6.                                       | Georgi Petrov          | Atanas Yordanov            | Lada VAZ 2105 VFTS     | 2:29:20                | +6:55                  |                        |
| 7.                                       | Jan Trajbold st.       | Vladimír Zelinka           | Škoda 130 LR           | 2:31:09                | +8:44                  |                        |
| 8.                                       | Lubomír Dudek          | Václav Hadrávek            | Škoda 130 LR           | 2:31:28                | +9:03                  |                        |
| 9.                                       | Barna Veszprémi        | Éva Veszpréminé Debreczeni | Lada VAZ 2105 VFTS     | 2:31:33                | +9:08                  |                        |
| Klasyfikacja Rajdowych Mistrzostw Węgier |                        |                            |                        |                        |                        |                        |
| 1.                                       | László Ranga sen.      | Mihály Dudás               | Lada VAZ 2105 VFTS     | 2:22:48                | 0.00                   |                        |
| 2.                                       | Frigyes Fogta          | Tibor Homan                | Renault 5 Turbo        | 2:30:11                | +7:23                  |                        |
| 3.                                       | Barna Veszprémi        | Éva Veszpréminé Debreczeni | Lada VAZ 2105 VFTS     | 2:31:33                | +8:45                  |                        |

| 1. | ZSRR           |
| 2. | Czechosłowacja |
| 3. | NRD            |
| 4. | Polska         |